# Lud Germain
Pour les articles homonymes, voir Lud (homonymie) et Germain.
 (décembre 2013).
Lud Germain est un acteur et chanteur haïtien, probablement naturalisé français, né au XXe siècle et mort en France le 1er janvier 2015.

## Biographie

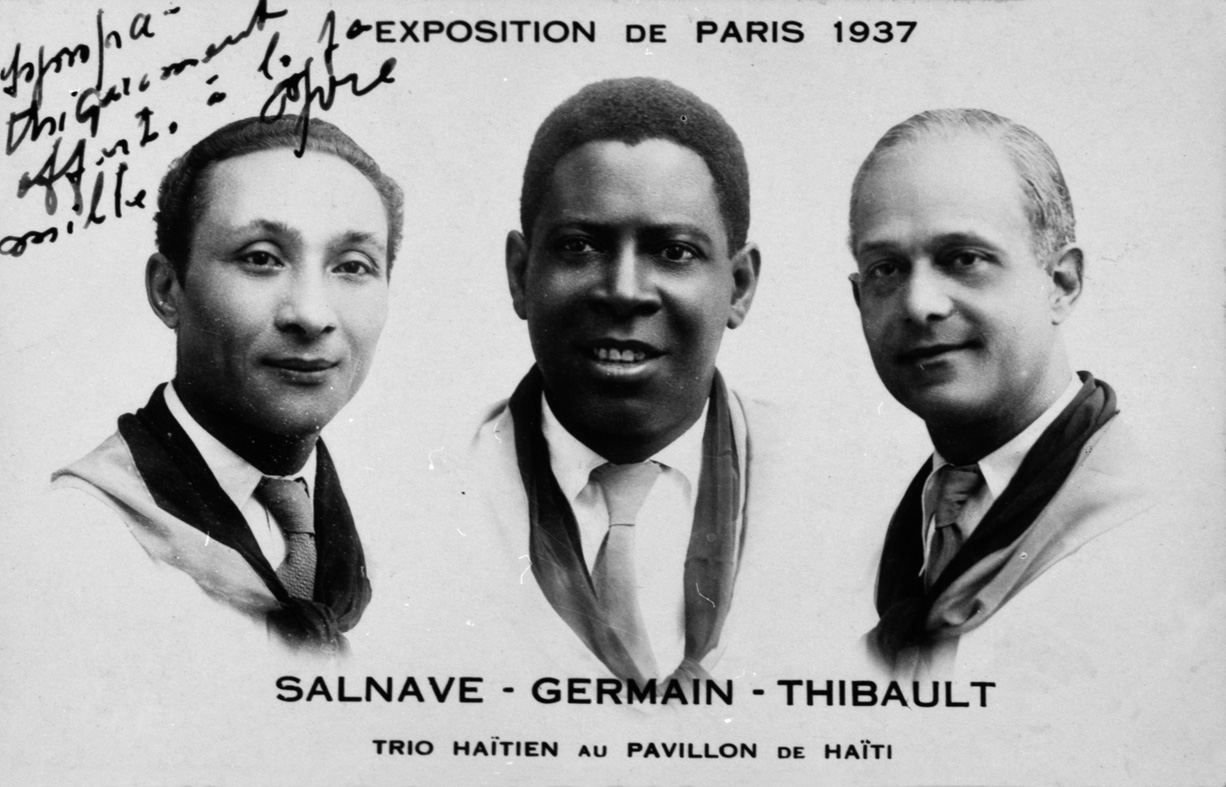

Lud Germain est probablement arrivé en France vers le début des années 1930.
En 1937, il faisait partie du Trio Haïtien, ensemble musical qui se produisait au pavillon de Haïti à Exposition universelle de 1937 à Paris. Ce trio était formé de Bertin Depestre Salnave à la flûte et au saxophone, Lud Germain au chant et Maurice Thibault au piano.

## Filmographie

### Cinéma
- 1942 : L'Amant de Bornéo de Jean-Pierre Feydeau et René Le Hénaff : non crédité.
- 1946 : 120, rue de la Gare de Léo Malet : Toussaint (non crédité).
- 1947 : La Colère des dieux de Karel Lamač
- 1948 : Émile l'Africain de Robert Vernay : Bimbo.
- 1950 : Plus de vacances pour le Bon Dieu de Robert Vernay.
- 1950 : Pipe chien  de Henri Verneuil (court métrage).
- 1951 : L'Auberge rouge de Claude Autant-Lara : Fétiche.
- 1952 : Massacre en dentelles  d'André Hunebelle : Sam Barnett.
- 1952 : Elle et Moi  de Guy Lefranc : Bouboudou.
- 1953 : Lettre ouverte  d'Alex Joffé.
- 1953 : La môme vert de gris de Bernard Borderie : le domestique de Harley Chase (non crédité).
- 1953 : Mon frangin du Sénégal  de Guy Lacourt : le Noir engagé comme commis.
- 1958 : Vive les vacances de Jean-Marc Thibault : Kikouyou.
- 1958 : Maxime de Henri Verneuil : le serviteur noir.
- 1959 : Les Motards de Jean Laviron.
- 1959 : Les Tripes au soleil de Claude Bernard-Aubert : non crédité.
- 1959 : J'irai cracher sur vos tombes de Michel Gast : Harrison, le serviteur des Shannon.
- 1960 : Les Jeux de l'amour de Philippe de Broca.
- 1961 : L'Affaire Nina B. de Robert Siodmak : un Africain lors de la conférence.
- 1961 : Le Rendez-vous de Jean Delannoy.

### Télévision
- 1958 : Hôtel des neiges, téléfilm de Jean Vernier : Zazaquel.
- 1961 : Épreuves à l'appui (Les Cinq Dernières Minutes no 21) de Claude Loursais (série TV) : le cordonnier.
- 1965 : Rocambole, épisode : La Belle jardinière de Jean-Pierre Decourt (série TV).

### Doublage
- Everett Brown (Grand Sam) dans Autant en emporte le vent (1939).
- Clarence Muse (Jehu) dans Quand les tambours s'arrêteront (1951).
- Ben Johnson (Kimani) dans Simba (1955).